# Into Temptation
Into Temptation is een nummer van de Australisch-Nieuw-Zeelandse band Crowded House. Het is de vierde single van hun tweede studioalbum Temple of Low Men uit 1988. In december dat jaar werd het nummer eerst in Australië en Nieuw-Zeeland op single uitgebracht en in april 1989 in Europa.

## Achtergrond
"Into Temptation" gaat over de beslissing tot het ingaan op de verleiding van een ander. De plaat werd uitsluitend een hit in Oceanië en het Nederlandse taalgebied. In  Australië werd de 59e positie bereikt, Nieuw-Zeeland de 38e.
In Nederland werd de plaat in de lente van 1989 veel gedraaid op Radio 3 en werd een radiohit in de destijds twee landelijke hitlijsten op de nationale publieke popzender. De plaat bereikte de 20e positie in de Nationale Hitparade Top 100 en piekte op de 12e positie in  de Nederlandse Top 40.
In België bereikte de plaat de 28e positie in de voorloper van de Vlaamse Ultratop 50 en de 17e positie in de Vlaamse Radio 2 Top 30. In Wallonië werd géén notering behaald.
Sinds de allereerste editie in december 1999 staat de plaat onafgebroken genoteerd in de jaarlijkse NPO Radio 2 Top 2000 van de Nederlandse publieke radiozender NPO Radio 2, met als hoogste notering tot nu toe een 369e positie in 1999.

## NPO Radio 2 Top 2000
| Nummer met noteringen in de NPO Radio 2 Top 2000 | '99 | '00 | '01 | '02 | '03 | '04 | '05 | '06 | '07 | '08 | '09 | '10 | '11 | '12  | '13  | '14  | '15  | '16  | '17  | '18  | '19  | '20  | '21  | '22  | '23  | '24  |
| ------------------------------------------------ | --- | --- | --- | --- | --- | --- | --- | --- | --- | --- | --- | --- | --- | ---- | ---- | ---- | ---- | ---- | ---- | ---- | ---- | ---- | ---- | ---- | ---- | ---- |
| Into Temptation                                  | 369 | 510 | 425 | 387 | 484 | 474 | 674 | 700 | 665 | 586 | 911 | 943 | 968 | 1204 | 1158 | 1292 | 1488 | 1379 | 1476 | 1798 | 1799 | 1826 | 1799 | 1908 | 1985 | 1894 |

1. ↑  Een vetgedrukt getal geeft de hoogste notering aan.